# Òxid de liti
L'òxid de liti, Li₂O, també anomenat litia és un compost inorgànic iònic format per cations liti, Li+, i anions òxid, O2–. Es presenta en forma de cristalls blancs. La seva estructura cristal·lina és cúbica, tipus fluorita o fluorur de calci, on els cations Li+ petits ocupen el lloc dels petits anions fluorur, F– en la fluorita i els anions òxid ocupen el lloc dels cations Ca2+.

## Obtenció
- L'òxid de liti s'obté per oxidació del liti amb oxigen, però conté impureses de peròxid de liti, Li₂O₂:

4Li+O₂ → 2Li₂O
- Si es vol aconseguir Li₂O pur s'ha de realitzar la descomposició tèrmica del peròxid de liti a 450 °C o la del carbonat de liti a 800 °C, aquest en atmosfera d'hidrogen:

2Li₂O₂ → 2Li₂O + O₂
Li₂CO₃ → Li₂O + CO₂

## Reaccions
- L'òxid de liti reacciona lentament amb aigua produint l'hidròxid de liti:

Li₂O + H₂O → 2LiOH
- Amb els àcids reacciona de forma relativament fàcil, per exemple amb l'àcid clorhídric produeix el clorur de liti i aigua:

Li₂O + 2HCl → 2LiCl + H₂O

## Aplicacions
- L'òxid de liti s'empra en ceràmica per donar coloracions blaves combinat amb coure i rosades combinat amb cobalt.

- S'empra dopat en l'estudi de partícules elementals.[1]